# JW Marriott Absheron Baku Hotel
Le JW Marriott Absheron Baku Hotel ou Absheron Hotel est un hôtel gratte-ciel à Bakou en Azerbaïdjan, situé sur l'avenue Azadliq, à côté du parc de Pouchkine et de l'hôtel Crescent Hotel, sur le bord de la mer Caspienne. L'hôtel est créé en 1985. L'hôtel original avait 343 chambres réparties sur 16 étages. Il est acheté et reconstruit par Marriott International en 2009 et contient désormais 243 chambres réparties sur 20 étages. Il est décrit comme un « hôtel imposant » avec une « vue magnifique sur la place de la ville et sur l'étendue du soleil étoilé du plus grand lac du monde ».